# Giampaolo Pazzini
Giampaolo Pazzini, né le 2 aout 1984 à Pescia, était un footballeur international italien qui est actuellement à la retraite.

## Carrière

### Club

#### Atalanta & Fiorentina
Formé à l'Atalanta Bergame, il démarre en équipe première lors de la saison 2003-2004 alors que le club évolue en Serie B. Il s'impose très rapidement au point d'attirer l'attention de la Fiorentina qui débourse environ 6,5 millions d'euros en janvier 2005 pour l'acquérir. À seulement 20 ans, cette importante somme d'argent est une grosse pression et Giampaolo Pazzini va passer quatre années mitigées à la Fiorentina. Lors de l'été 2008, le club Florentin engage même l'attaquant international italien Alberto Gilardino et Pazzini doit désormais se contenter d'un statut de doublure.

#### UC Sampdoria
Bénéficiant malgré tout d'une bonne cote, il signe lors du mercato d'hiver à la Sampdoria pour neuf millions d'euros. Ses débuts à Gênes sont tonitruants puisqu'il forme instantanément un duo d'attaquant redoutable avec Antonio Cassano et marque onze buts en une demi-saison. Lors de la saison 2009-2010, il confirme ses bonnes prestations sous le maillot de la Sampdoria.

#### Inter Milan
Durant le mercato hivernal 2011, Giampaolo Pazzini rejoint l'Inter Milan du brésilien Leonardo pour douze millions d'euros plus l'échange de Jonathan Biabiany et Luca Caldirola. Le 30 janvier 2011, pour son premier match, il entre en cours de jeu contre l'US Palerme et contribue largement à la victoire des siens en réalisant notamment un doublé et en provoquant un penalty (3-2).
Le 13 mars 2012, il obtient un penalty contre l'Olympique de Marseille et le transforme pour marquer le deuxième but de son équipe (2-1 pour l'Inter au match retour), ce qui ne suffira pas au club lombard pour se qualifier car l'OM avait marqué à l'extérieur.

#### AC Milan
Le 22 août 2012, Giampaolo Pazzini signe à l'AC Milan pour un contrat d'une durée de trois ans. Le club lombard a cédé son international Antonio Cassano, sous forme d'échange + 7,5 millions d'euros.
Le 1er septembre 2012, pour son premier match en tant que titulaire à Bologne, il inscrit un triplé.

#### Hellas Vérone
Laissé libre par l'AC Milan à l'issue de la saison 2014-2015, Giampaolo Pazzini s'engage pour cinq ans à l'Hellas Vérone. Le club est relégué à la fin de la saison et Pazzini reste pour jouer la saison suivante en Serie B. N'ayant pas perdu ses qualités, il marque 23 buts et finit meilleur buteur de Serie B et aide ainsi son club à terminer second du championnat et donc remonter en Serie A.
Il revient dans le club après un prét de 6 mois. Puis joue une saison et demie au Hellas Vérone avant de prendre sa retraite.

#### Levante UD
En manque de temps de jeu avec le club italien de l'Hellas Verone, Giampaolo Pazzini s'engage pour un prêt de six mois avec le club espagnol de Levante UD, le 31 janvier 2018.

### Équipe nationale
Pazzini remporte le Championnat d'Europe des moins de 19 ans 2003. Il est un poison pour ses adversaires depuis le flanc gauche de l'attaque italienne. En demi-finale, il assomme la République tchèque dans le temps additionnel (1-0) avant d'inscrire le second but de la finale.
Joueur d'avenir, il est membre de l'équipe d'Italie Espoirs entre 2004 et 2007. Le 24 mars 2007, il rentre notamment dans l'histoire du mythique stade de Wembley en devenant le premier joueur à marquer un but lors de son match de réouverture. Il réalise du reste ce soir-là un triplé.
Après ces impressionnantes prestations avec la Sampdoria de Gênes, il est sélectionné pour la première fois en équipe d'Italie pour un match contre le Monténégro le 28 mars 2009. Remplaçant au coup d'envoi, il entre en jeu à la 59e minute et marque à la 73e minute le but du 2-0 qui scelle la victoire italienne. À la suite de sa bonne prestation, Lippi l'aligne d'entrée dès le match suivant contre l'Irlande. Malheureusement pour lui, il se fait sévèrement exclure pour un coup de coude involontaire sur John O'Shea après trois minutes de jeu. Malgré cet incident, il est toujours régulièrement convoqué par Marcello Lippi et a été sélectionné dans la liste des 23 joueurs qui ont participé à la coupe du monde 2010 avec la Squadra Azzurra.

## Statistiques

### En club
| Saison                | Club                  | Championnat           | Championnat | Championnat | Championnat | Coupe(s) nationale(s) | Coupe(s) nationale(s) | Coupe(s) nationale(s) | Compétition(s) continentale(s) | Compétition(s) continentale(s) | Compétition(s) continentale(s) | Compétition(s) continentale(s) | Total | Total | Total |
| Saison                | Club                  | Division              | M.          | B.          | P.d.        | M.                    | B.                    | P.d.                  | Comp.                          | M.                             | B.                             | P.d.                           | M.    | B.    | P.d.  |
| 2003-2004             | Atalanta Bergame      | Serie B               | 39          | 9           | 0           | 1                     | 0                     | 0                     | -                              | -                              | -                              | -                              | 40    | 9     | 0     |
| 2004-2005             | Atalanta Bergame      | Serie A               | 12          | 3           | 0           | 4                     | 3                     | 0                     | -                              | -                              | -                              | -                              | 16    | 6     | 0     |
| Sous-total            | Sous-total            | Sous-total            | 51          | 12          | 0           | 5                     | 3                     | 0                     | -                              | -                              | -                              | -                              | 56    | 15    | 0     |
| 2004-2005             | AC Fiorentina         | Serie A               | 14          | 3           | 0           | 1                     | 0                     | 0                     | -                              | -                              | -                              | -                              | 15    | 3     | 0     |
| 2005-2006             | AC Fiorentina         | Serie A               | 27          | 5           | 1           | 5                     | 3                     | 0                     | -                              | -                              | -                              | -                              | 32    | 8     | 1     |
| 2006-2007             | AC Fiorentina         | Serie A               | 24          | 7           | 0           | 2                     | 2                     | 0                     | -                              | -                              | -                              | -                              | 26    | 9     | 0     |
| 2007-2008             | AC Fiorentina         | Serie A               | 31          | 9           | 4           | 4                     | 3                     | 0                     | C3                             | 12                             | 0                              | 0                              | 47    | 12    | 4     |
| 2008-2009             | AC Fiorentina         | Serie A               | 12          | 1           | 1           | -                     | -                     | -                     | C1                             | 4                              | 0                              | 0                              | 16    | 1     | 1     |
| Sous-total            | Sous-total            | Sous-total            | 108         | 25          | 6           | 12                    | 8                     | 0                     | -                              | 16                             | 0                              | 0                              | 136   | 33    | 6     |
| 2008-2009             | Sampdoria Gênes       | Serie A               | 19          | 11          | 1           | 4                     | 4                     | 0                     | -                              | -                              | -                              | -                              | 23    | 15    | 1     |
| 2009-2010             | Sampdoria Gênes       | Serie A               | 37          | 19          | 3           | 2                     | 2                     | 0                     | -                              | -                              | -                              | -                              | 39    | 21    | 3     |
| 2010-2011             | Sampdoria Gênes       | Serie A               | 19          | 6           | 0           | 1                     | 1                     | 0                     | C1+C3                          | 2+3                            | 3+2                            | 0                              | 25    | 12    | 0     |
| Sous-total            | Sous-total            | Sous-total            | 75          | 36          | 4           | 7                     | 7                     | 0                     | -                              | 5                              | 5                              | 0                              | 87    | 48    | 4     |
| 2010-2011             | Inter Milan           | Serie A               | 17          | 11          | 2           | 3                     | 0                     | 0                     | -                              | -                              | -                              | -                              | 20    | 11    | 2     |
| 2011-2012             | Inter Milan           | Serie A               | 33          | 5           | 4           | 1                     | 0                     | 0                     | C1                             | 6                              | 3                              | 0                              | 40    | 8     | 4     |
| Sous-total            | Sous-total            | Sous-total            | 50          | 16          | 6           | 4                     | 0                     | 0                     | -                              | 6                              | 3                              | 0                              | 60    | 19    | 6     |
| 2012-2013             | AC Milan              | Serie A               | 30          | 15          | 2           | 2                     | 1                     | 0                     | C1                             | 5                              | 0                              | 0                              | 37    | 16    | 2     |
| 2013-2014             | AC Milan              | Serie A               | 18          | 2           | 1           | 1                     | 1                     | 1                     | C1                             | 2                              | 0                              | 0                              | 21    | 3     | 2     |
| 2014-2015             | AC Milan              | Serie A               | 26          | 4           | 0           | 2                     | 1                     | 0                     | -                              | -                              | -                              | -                              | 28    | 5     | 0     |
| Sous-total            | Sous-total            | Sous-total            | 74          | 21          | 3           | 5                     | 3                     | 1                     | -                              | 7                              | 0                              | 0                              | 86    | 24    | 4     |
| 2015-2016             | Hellas Vérone         | Serie A               | 30          | 6           | 1           | 1                     | 0                     | 1                     | -                              | -                              | -                              | -                              | 31    | 6     | 2     |
| 2016-2017             | Hellas Vérone         | Serie B               | 35          | 23          | 2           | 2                     | 0                     | 1                     | -                              | -                              | -                              | -                              | 37    | 23    | 3     |
| 2017-2018             | Hellas Vérone         | Serie A               | 19          | 4           | 0           | 1                     | 0                     | 0                     | -                              | -                              | -                              | -                              | 20    | 4     | 0     |
| 2018-2019             | Hellas Vérone         | Serie B               | 29          | 12          | 0           | 2                     | 1                     | 0                     | -                              | -                              | -                              | -                              | 31    | 13    | 0     |
| 2019-2020             | Hellas Vérone         | Serie A               | 15          | 4           | 0           | 1                     | 0                     | 0                     | -                              | -                              | -                              | -                              | 16    | 4     | 0     |
| Sous-total            | Sous-total            | Sous-total            | 128         | 49          | 3           | 7                     | 1                     | 2                     | -                              | -                              | -                              | -                              | 135   | 50    | 5     |
| 2017-2018             | Levante (prêt)        | Liga                  | 9           | 1           | 0           | -                     | -                     | -                     | -                              | -                              | -                              | -                              | 9     | 1     | 0     |
| Sous-total            | Sous-total            | Sous-total            | 9           | 1           | 0           | -                     | -                     | -                     | -                              | -                              | -                              | -                              | 9     | 1     | 0     |
| Total sur la carrière | Total sur la carrière | Total sur la carrière | 495         | 160         | 22          | 40                    | 22                    | 3                     | -                              | 34                             | 8                              | 0                              | 569   | 190   | 25    |

### Buts internationaux
| 0     | Date | Lieu | Compétition                                                                                               | Résultat                                                                                                  | Adversaire                                                                                                | Détail | Détail | Détail | Sél. |
| ----- | --- | --- | --- | --- | --- | --- | --- | --- | --- |
| 1er   | 28 mars 2009                                                                                              | Podgorica City Stadium, Podgorica, Monténégro                                                             | Éliminatoires Coupe du monde 2010                                                                         | V 0-2 | Monténégro                                                                                                | 73e | de la tête                                                                                                | 0-2 | 1re |
| 2e    | 3 juin 2011                                                                                               | Stadio Alberto-Braglia, Modène, Italie                                                                    | Éliminatoires Euro 2012                                                                                   | V 3-0 | Estonie                                                                                                   | 68e | du pied droit                                                                                             | 3-0 | 17e |
| 3e    | 6 septembre 2011                                                                                          | Stade Artemio-Franchi, Florence, Italie                                                                   | Éliminatoires Euro 2012                                                                                   | V 1-0 | Slovénie                                                                                                  | 81e | du pied droit                                                                                             | 1-0 | 21e |
| 4e    | 11 novembre 2011                                                                                          | Stade municipal, Wrocław, Pologne                                                                         | Match amical                                                                                              | V 0-2 | Pologne                                                                                                   | 60e | du pied droit                                                                                             | 0-2 | 22e |
| Total | 4 buts (3 du pied droit et 1 de la tête), en 25 sélections entre le 28 mars 2009 et le 11 septembre 2012. | 4 buts (3 du pied droit et 1 de la tête), en 25 sélections entre le 28 mars 2009 et le 11 septembre 2012. | 4 buts (3 du pied droit et 1 de la tête), en 25 sélections entre le 28 mars 2009 et le 11 septembre 2012. | 4 buts (3 du pied droit et 1 de la tête), en 25 sélections entre le 28 mars 2009 et le 11 septembre 2012. | 4 buts (3 du pied droit et 1 de la tête), en 25 sélections entre le 28 mars 2009 et le 11 septembre 2012. | 4 buts (3 du pied droit et 1 de la tête), en 25 sélections entre le 28 mars 2009 et le 11 septembre 2012. | 4 buts (3 du pied droit et 1 de la tête), en 25 sélections entre le 28 mars 2009 et le 11 septembre 2012. | 4 buts (3 du pied droit et 1 de la tête), en 25 sélections entre le 28 mars 2009 et le 11 septembre 2012. | 4 buts (3 du pied droit et 1 de la tête), en 25 sélections entre le 28 mars 2009 et le 11 septembre 2012. |

## Palmarès

### En club
Inter Milan
- Coupe d'Italie (1)
  - Vainqueur en 2011.

### En sélection
Italie - 19 ans
- Championnat d'Europe des moins de 19 ans  (1)
  - Vainqueur en 2003.

### Distinctions personnelles
- Meilleur jeune joueur de l'année de Serie A en 2005.
- Meilleur buteur de Serie B en 2017 (23 buts)[7].